# Elizabeth Neave
Elizabeth Neave, née le 12 juin 1987 à Newcastle-under-Lyme, est une kayakiste britannique pratiquant le slalom.

## Palmarès

### Championnats du monde de canoë-kayak slalom
- Médaille d'or en relais 3xK1 et  Médaille de bronze en K1 en 2009 à La Seu d'Urgell,  Espagne
- Médaille de bronze en relais 3xK1 en 2007 à Foz do Iguaçu,  Brésil

### Championnats d'Europe de canoë-kayak slalom
- Médaille de bronze en relais 3xK1 en 2010 à Čunovo,  Slovaquie
- Médaille de bronze en relais 3xK1 en 2007 à Liptovský Mikuláš  Slovaquie